# Michelle Benítez
Michelle Jonathan Benítez Valenzuela (Culiacán, Sinaloa, México, 12 de febrero de 1996) es un futbolista mexicano, juega como Defensa Lateral o Extremo por la banda izquierda y su actual equipo es el Sacramento Republic FC de la USL Championship.

## Trayectoria

### Club Deportivo Guadalajara
Ingresa a las Fuerzas Básicas en el año 2010 a la edad de 14 años donde jugó en fuerzas inferiores, al participar en el torneo local, fue visoriado por Omar Arellano quien lo invitó a formar parte de las Fuerzas Básicas de Chivas para el 2012.
Comenzó jugando en las categorías Sub-17, Sub-20 y en el equipo de Segunda División Chivas Rayadas, al tener buenas actuaciones llamó la atención del Técnico Matías Almeyda, quien lo lleva a la pretemporada del equipo rumbo al Clausura 2017.
Debuta en primera división el 4 de marzo de 2017 en la victoria de 2-0 ante el Deportivo Toluca.

### Club Atlético Zacatepec
El 7 de junio de 2018 se hace oficial su préstamo al Club Atlético Zacatepec por un año sin opción a compra.

## Clubes
| Club                       | País           | Año             |
| -------------------------- | -------------- | --------------- |
| Club Deportivo Guadalajara | México         | 2016 - 2022     |
| Club Atlético Zacatepec    | México         | 2018            |
| Celaya Fútbol Club         | México         | 2019 - 2020     |
| Club Deportivo Tapatío     | México         | 2020 - 2022     |
| Club Atlético La Paz       | México         | 2023 - 2024     |
| Sacramento Republic FC     | Estados Unidos | 2025 - Presente |

## Palmarés

### Campeonatos nacionales
| Título  | Equipo      | Sede   | Año  |
| ------- | ----------- | ------ | ---- |
| Copa MX | Guadalajara | México | 2017 |
| Liga MX | Guadalajara | México | 2017 |

#### Campeonatos internacionales
| Título                        | Club        | País   | Año  |
| ----------------------------- | ----------- | ------ | ---- |
| Liga Campeones de la Concacaf | Guadalajara | México | 2018 |